# 紫野明日香
紫野 明日香（しの あすか、1968年（昭和43年）9月5日 - ）は、日本の女優、政治家。東京都三鷹市議会議員（2期）。

## 来歴
京都府京都市に生まれる。京都市立紫野高等学校卒業。
前進座付属俳優養成所（12期）を修了し、前進座に所属していた。
1989年6月巡演の『五重塔』に蓬莱屋女中役で出演し、舞台デビューを飾る。
2019年4月21日に行われた三鷹市議会議員選挙に日本共産党公認で立候補し、初当選した。
2023年4月23日の選挙で再選した。

## 発言
2018年7月11日、内閣総理大臣の安倍晋三が西日本豪雨の被災地である岡山県倉敷市の視察に訪れたことについて、倉敷の友人から聞いた話として「急に避難所に自衛隊が来て風呂とクーラーが設置された。比較的被害が少ない地域だが、避難所に安倍総理が来るため慌てて準備した（要約）」とTwitter上で発言した。これに対し、経済産業大臣の世耕弘成が当該ツイートを引用して「安倍総理視察とエアコン設置は全く無関係。設置の指揮を取ってきた者として明確に申し上げます。熱中症回避のため人の多い避難所優先でエアコンを配備しています」と説明した上で、「こんな時に無責任な情報を流さないでいただきたい」と反論した。
2019年11月11日、竹田恒泰の特別講演会が中止になったことについて、「良かった」とTwitter上で発言したが、中止になった経緯を知らずに発言したことを謝罪し、問題となったツイートを削除した。

## 出演

### 舞台
- 五重塔 - 蓬莱屋女中 役
- 大つごもり - みね 役
- 今日われ生きてあり - 倉元ゆみ子 役
- おれの足音
- 出雲の阿国 - お寧 役

### テレビドラマ
- 信濃のコロンボ事件シリーズ#ファイル12「埋もれ火」（テレビ東京系） - 倉田冴子 役